# Internationale Filmfestspiele Berlin 1951
Die ersten Internationalen Filmfestspiele Berlin fanden vom 6. bis 18. Juni 1951 statt.

## Zusammenfassung
1950 wurde auf Initiative des US-amerikanischen Filmoffiziers Oscar Martay ein Ausschuss gegründet, der die erste Berlinale vorbereiten sollte. Neben Martey bestand der Ausschuss aus
- Theodor Baensch (Referatsleiter Film beim Senator für Volksbildung),
- Manfred Barthel (Journalist),
- Max Büttner (Verband der deutschen Filmverleiher),
- Oswald Cammann (Berliner Filmwirtschaft),
- Hans Cürlis (Filmproduzent),
- Ernst Hasselbach (Filmproduzent),
- Regierungsrat Schneider und
- George Turner (britischer Filmoffizier).

Der Ausschuss beschloss den bis heute gültigen Namen des Festivals. Es wurde außerdem beschlossen, dass keine sozialistischen Länder am Festival teilnehmen sollten, so wurde die Berlinale gleich zu Beginn vom Kalten Krieg beeinflusst. Im November 1950 wurde Alfred Bauer zum ersten Direktor der Berlinale bestellt. Bauer bat Bundespräsident Theodor Heuss die Schirmherrschaft für das Festival zu übernehmen, was dieser jedoch ablehnte. Heuss verwies auf die Zuständigkeit des Innenministeriums. Bundesinnenminister Robert Lehr wurde Schirmherr und sorgte dafür, dass der neugeschaffene Deutsche Filmpreis im Rahmen der Berlinale verliehen wurde. Dies blieb so bis zur Berlinale 1977, als das Festival vom Sommer in den Februar verlegt wurde.
Die Eröffnung der ersten Berlinale fand unter riesigem Publikumsandrang am 6. Juni im Titania-Palast in Berlin-Steglitz statt. Die Berliner Philharmoniker spielten, bevor der außer Konkurrenz laufende Eröffnungsfilm Rebecca von Alfred Hitchcock gezeigt wurde. Der erste große Star, der auf einer Berlinale auftrat, war Hitchcocks Hauptdarstellerin Joan Fontaine. Neben dem Titania-Palast war die Berliner Waldbühne ein weiterer Spielort; dort fanden Open-Air-Filmvorführungen vor 25.000 Zuschauern statt.
Die Bären wurden 1951 in mehreren Kategorien vergeben: „Drama“, „Komödie“, „Kriminal- oder Abenteuerfilm“, „Musikfilm“ und „Dokumentarfilm“. Walt Disneys Cinderella war der große Sieger, weil der Film nicht nur einen Goldenen Bären von der Jury, sondern auch den ersten Publikumspreis gewann.

## Jury
Festivalleiter Alfred Bauer berief folgende Spielfilmjury:
- Emil Dovifat (1890–1969), Publizist
- Werner Eisbrenner (1908–1981), Komponist
- Günter Geisler
- Walther Karsch (1906–1975), Journalist
- Hilde Lucht-Perske (1902–1973), Mitglied des Abgeordnetenhauses von Berlin (SPD)
- Tatjana Sais (1910–1981), Schauspielerin
- Paul Heimann (1901–1967), Pädagoge, Mitglied des SFB-Rundfunkrats
- Johannes Betzel, Kinobesitzer

## Wettbewerbsfilme
Die Siegerfilme sind orange unterlegt.
| Filmtitel                           | Originaltitel             | Regisseur                                       | Produktionsland | Darsteller (Auswahl)                                |
| Beaver Valley                       |                           | James Algar                                     | USA             | Dokumentarfilm                                      |
| Begone Dull Care                    |                           | Evelyn Lamnbert, Norman McLaren                 | Kanada          | Zeichentrickfilm                                    |
| Blick ins Paradies                  |                           | Hans Fischerkoesen                              | Deutschland     | Dokumentarfilm                                      |
| Cinderella                          |                           | Clyde Geronimi, Wilfred Jackson, Hamilton Luske | USA             | Zeichentrickfilm                                    |
| Dr. Holl                            |                           | Rolf Hansen                                     | Deutschland     | Maria Schell, Dieter Borsche, Heidemarie Hatheyer   |
| Endstation Mond                     | Destination Moon          | Irving Pichel                                   | USA             | John Archer, Warner Anderson, Tom Powers            |
| L'espoire fait vivre                |                           |                                                 | Schweden        |                                                     |
| Fahrt ins Blaue                     | Leva på ‘Hoppet’          | Göran Gentele                                   | Schweden        | Ingrid Thulin, Per Oscarsson, Gunvor Pontén         |
| Het Gala-Concert                    |                           |                                                 | Niederlande     | Dokumentarfilm                                      |
| Geheimnis einer Ehe                 |                           | Helmut Weiss                                    | Deutschland     | Olga Tschechowa, Curd Jürgens, Paul Klinger         |
| Der gelbe Dom                       |                           | Eugen Schuhmacher                               | Deutschland     | Dokumentarfilm                                      |
| Gott braucht Menschen               | Dieu a besoin des hommes  | Jean Delannoy                                   | Frankreich      | Pierre Fresnay, Madeleine Robinson, Sylvie          |
| Goya                                |                           | Luciano Emmer                                   | Italien         | Dokumentarfilm                                      |
| Hoffmanns Erzählungen               | The Tales of Hoffmann     | Michael Powell, Emeric Pressburger              | Großbritannien  | Moira Shearer, Ludmilla Tchérina, Anne Ayars        |
| Kleine Nachtgespenster              |                           | Eugen Schuhmacher                               | Deutschland     | Dokumentarfilm                                      |
| Konflikt des Herzens                | The Browning Version      | Anthony Asquith                                 | Großbritannien  | Michael Redgrave, Jean Kent, Nigel Patrick          |
| Mädchen in Uniform                  | Muchachas de uniforme     | Alfredo B. Crevenna                             | Mexiko          | Irasema Dilián, Marga López, Rosaura Revueltas      |
| Ohne Angabe der Adresse             | …Sans laisser d’adresse   | Jean-Paul Le Chanois                            | Frankreich      | Bernard Blier, Danièle Delorme, Juliette Gréco      |
| Il paradiso perduto                 |                           | Luciano Emmer, Enrico Gras                      | Italien         | Dokumentarfilm                                      |
| Schwurgericht                       | Justice est faite         | André Cayatte                                   | Frankreich      | Michel Auclair, Antoine Balpêtré, Raymond Bussières |
| Das seltsame Leben des Herrn Bruggs |                           | Erich Engel                                     | Deutschland     | Gustav Knuth, Adrian Hoven, Karl Ludwig Diehl       |
| SOS – Zwei Schwiegermütter          | The Mating Season         | Mitchell Leisen                                 | USA             | Gene Tierney, John Lund, Miriam Hopkins             |
| The Story of Time                   |                           | Robert G. Leffingwell                           | Großbritannien  | Dokumentarfilm                                      |
| The Undefeated                      |                           | Paul Dickson                                    | Großbritannien  | Dokumentarfilm                                      |
| Der verbotene Christus              | Il Cristo proibito        | Curzio Malaparte                                | Italien         | Raf Vallone, Rina Morelli, Alain Cuny               |
| Die Vier im Jeep                    |                           | Leopold Lindtberg, Elizabeth Montagu            | Schweiz         | Ralph Meeker, Viveca Lindfors, Yossi Yadin          |
| Weg der Hoffnung                    | Il cammino della speranza | Pietro Germi                                    | Italien         | Raf Vallone, Elena Varzi, Saro Urzì                 |

## Preisträger
Goldene Bären
- Dokumentation: Beaver Valley
- Drama: Die Vier im Jeep
- Komödie: Unbekannt verzogen (… sans lassier d’adresse)
- Kriminal- oder Abenteuerfilm: Schwurgericht (Justice est faite)
- Musikfilm: Cinderella

Silberne Bären
- Drama: Weg der Hoffnung (Il cammino della speranza)
- Komödie: Fahrt ins Blaue (Leva på „Hoppet“)
- Musikfilm: Hoffmanns Erzählungen (The Tales of Hoffmann)

Bronzene Bären
- Dokumentation: The Undefeated
- Drama: Konflikt des Herzens (The Browning Version)
- Komödie: SOS – Zwei Schwiegermütter (The Mating Season)
- Kriminal- oder Abenteuerfilm: Endstation Mond (Destination Moon)

Goldene Plakette
- Dokumentar- und Kulturfilm: Kleine Nachtgespenster
- Kunst- und Wissenschaftsfilm: Der Film entdeckte Kunstwerke indianischer Vorzeit
- Werbefilm: The Story of Time

Silberne Plakette
- Dokumentar- und Kulturfilm: Begone Dull Care
- Kunst- und Wissenschaftsfilm: Goya
- Werbefilm: Het Gala-Concert

Bronzene Plakette
- Dokumentar- und Kulturfilm: Der gelbe Dom
- Kunst- und Wissenschaftsfilm: Il paradiso perduto
- Werbefilm: Blick ins Paradies

Großer Bronzeteller
- Cinderella

Kleiner Bronzeteller
- Konflikt des Herzens (The Browning Version)

Sonderpreis der Stadt Berlin
- Gott braucht Menschen (Dieu a besoin des hommes)
- Der verbotene Christus (Il Cristo proibito)
- Ehrenurkunde: Dr. Holl